# Glenark Mills
Glenark Mills lub Glenark Landing – historyczny kompleks młynów tekstylnych znajdujący się przy 64 East Street w Woonsocket. Oryginalna część tego młyna została zbudowana w 1865 przez Williama Nortona. Została powiększona w 1885. Pierwotnie był to młyn bawełniany, następnie budynek przerobiono na młyn dziewiarski, a następnie młyn czesany. Został on dodany do National Register of Historic Places w 1989.
Aktualnie budynek został przekształcony w apartamenty.